# Hemmestadskjera
Die Hemmestadskjera sind eine Gruppe von rund 20 Nunatakkern im antarktischen Königin-Maud-Land. Sie erstrecken sich über eine Länge von 11 km als nordöstlicher Teil der Drygalskiberge in der Orvinfjella. Das größte Objekt dieser Gruppe ist der Arnesteinen. Gemeinsam mit den Sørensen-Nunatakkern werden sie als Nevskiye Nunataks zusammengefasst.
Erstmals verzeichnet wurden sie anhand von Luftaufnahmen, die bei der Deutschen Antarktischen Expedition 1938/39 unter der Leitung des Polarforschers Alfred Ritscher entstanden. Norwegische Kartografen, die sie auch benannten, kartierten die Nunatakker anhand von Luftaufnahmen der Dritten Norwegischen Antarktisexpedition (1956–1960). Namensgeber ist Arne Hemmestad (* 1920), Mechaniker bei dieser Forschungsreise.